# Fyra fula fiskar (film, 1933)
Fyra fula fiskar (engelska: Duck Soup) är en amerikansk komedifilm från 1933 med Bröderna Marx, i regi av Leo McCarey.

## Handling
Filmen handlar om landet Freedonia där Groucho spelar den nytillträdde premiärministern Rufus T. Firefly som visar sig vara diktator och mest för skojs skull förklarar krig mot grannlandet Sylvania. Hans tillträde krävdes av den rika mrs. Gloria Teasdale (Margaret Dumont) som motprestation för att hon skulle låna ut pengar till det bankrutta landet. 
Chicolini (Chico) och Pinky (Harpo) är spioner som arbetar för Grouchos motståndare Trentino (Louis Calhern), Sylvanias ambassadör som vill ta över landet. Situationen eskalerar inte minst för att både Groucho och Trentino är ute efter den rika mrs. Teasdale.
Filmen har bland de kända scenerna en berömd spegelscen där Harpo, utklädd till Groucho, låtsas vara Grouchos spegelbild, och scenen med bråket kring saft- och jordnötsstånden. I slutet på filmen utspelas den stora uppgörelsen med matkastning, innan det lyckliga slutet kommer.

## Om filmen
Filmen är den femte långfilmen med Bröderna Marx. Denna film är också den sista de gjorde för filmbolaget Paramount innan de värvades till bolaget MGM och den siste där brodern Zeppo medverkade. 
Filmen är en antikrigsfilm i stil med Charlie Chaplins film Diktatorn från 1940. Den blev ett fiasko vid premiären, men anses idag vara ett satiriskt mästerverk och som Bröderna Marx bästa film vid sidan av Galakväll på operan. 
Filmen hade amerikansk premiär den 17 november 1933 och svensk premiär den 8 april 1934.
Fyra fula fiskar har visats i SVT, bland annat i juni och september 2019.

## Rollista i urval
- Groucho Marx – Rufus T. Firefly
- Harpo Marx – Pinky
- Chico Marx – Chicolini
- Zeppo Marx – Lt. Bob Roland, Fireflys sekreterare
- Margaret Dumont – Mrs. Gloria Teasdale
- Louis Calhern – ambassadör Trentino av Sylvania
- Raquel Torres – Vera Marcal, en femme fatale som arbetar för ambassadör Trentino
- Edgar Kennedy – lemonadförsäljare
- Edmund Breese – f.d. president Zander, Rufus föregångare
- Edwin Maxwell – f.d. krigsminister
- William Worthington – finansministern
- Davison Clark – biträdande finansminister
- Charles Middleton – åklagare
- Leonid Kinskey – sylvaniansk agitator

## Citat
- Mrs Teasdale välkomnar Groucho som nyvald genom att säga: "Som ordförande i välkomstkommittén hälsar jag er välkommen med öppna armar." Groucho svarar då: "På så vis. Hur länge har du öppet?"
- Groucho samtalar med Trentino som artigt frågar: "Har vi setts tidigare, sir?" Då svarar Groucho: "Det tror jag inte. Faktum är att jag inte ens är säker att jag ser er nu, det måste vara något jag ätit."

## Mottagande och eftermäle
Filmen blev ett kassafiasko för filmbolaget Paramount som avslutade kontraktet med bröderna. Bröderna skrev då kontrakt med bolaget MGM och spelade sedan in två av sina största succéer Galakväll på operan och En dag på kapplöpningarna. År 2007 rankade American Film Institute filmen som den 60:e bästa filmen genom tiderna.